# Pauselijk hof

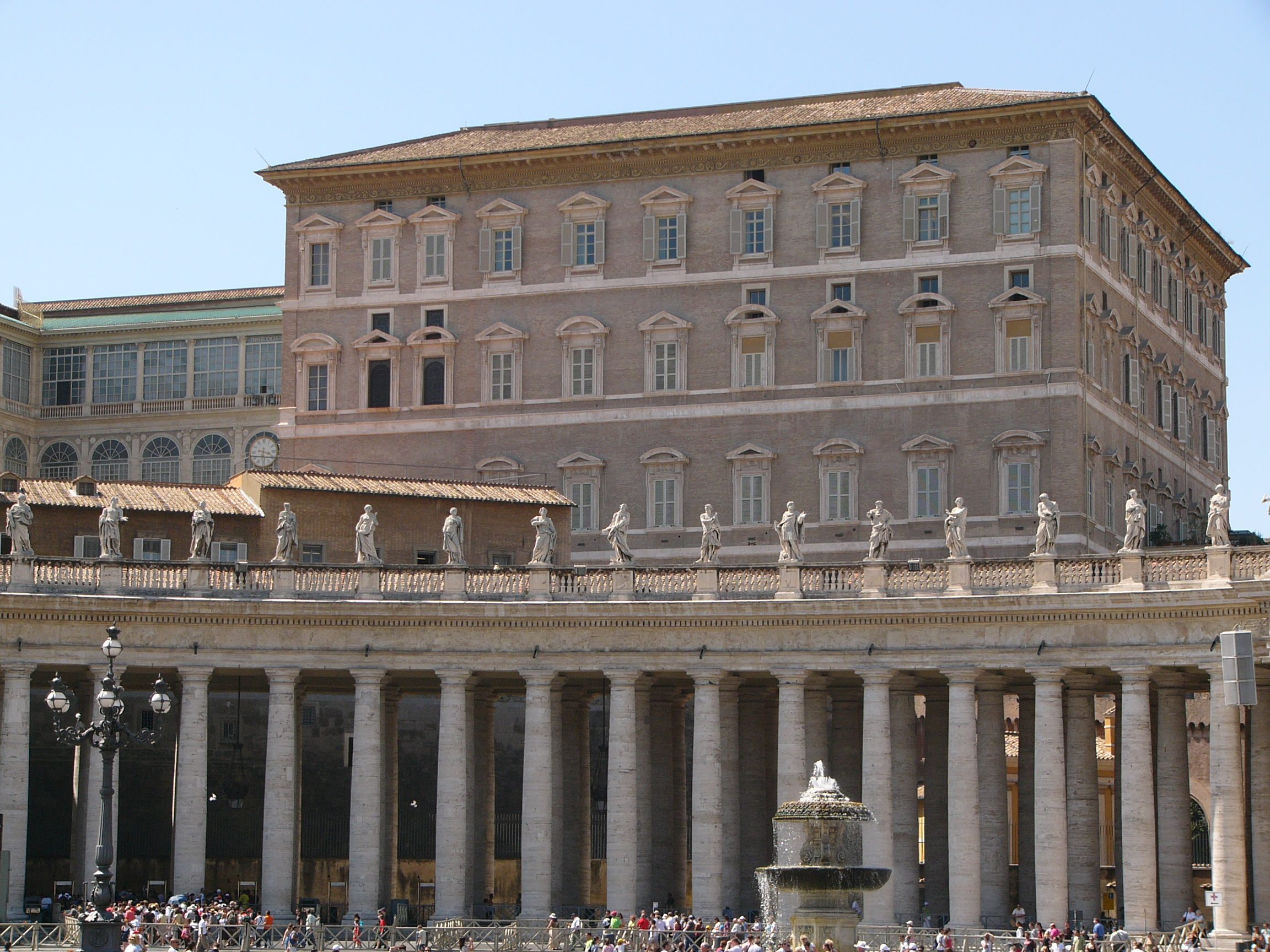
Het Apostolisch Paleis in Vaticaanstad, sinds 1586 de residentie van de paus.

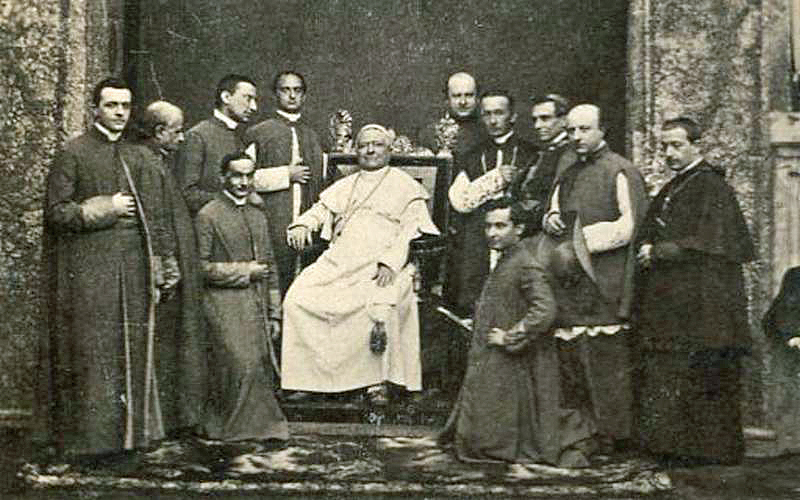
Paus Pius IX (1846-1878) omringd door geestelijke leden van de pauselijke hofhouding

Het pauselijk hof was de hofhouding van de paus, die naast de hoogste geestelijke gezagsdrager van de Rooms-Katholieke Kerk tot 1870 ook de wereldlijke heerser over de Kerkelijke Staat was. De zeer uitgebreide en luisterrijke hofhouding die hij als zodanig voerde, werd in 1968 teruggebracht tot een kleinere en sobere pauselijke huishouding.

## De pauselijke hofhouding tot 1968
Het pauselijke hof (Latijn: Pontificalis Aula) bestaat vanouds uit twee hoofdonderdelen, namelijk de Pauselijke Kapel en de Pauselijke Familie:
- De Pauselijke Kapel (Cappella Pontificia) bestaat uit alle personen die de paus bijstaan als geestelijk hoofd van de Rooms-Katholieke Kerk, in het bijzonder bij de liturgie en andere religieuze ceremonies. In het Pauselijk of Apostolisch Paleis werd dagelijks de liturgie gevierd, waarbij echter alleen op speciale dagen de paus zelf celebreerde of assisteerde. Na de terugkeer van de pausen uit Avignon in 1376 vonden de dagelijkse vieringen plaats in de Sixtijnse Kapel en de plechtige vieringen in de Sint-Pietersbasiliek. De uitgebreide dagelijkse liturgievieringen verdwenen in de 19e eeuw, maar nog altijd begint de paus elke dag met een besloten eucharistieviering in zijn privékapel. De Pauselijke Kapel omvat alleen geestelijken.
- De Pauselijke Familie (Familia Pontificia) bestaat uit alle personen die de paus tevens in diens hoedanigheid als wereldlijk vorst bijstaan, zowel in zijn interne huishouding als bij zijn openbare representatie. De Pauselijke Familie bestaat uit zowel geestelijken als leken en geldt als de pauselijke hofhouding in engere zin.
  - Door geestelijken vervulde hofambten waren de apostolische datarius, de secretaris van de Breven, de secretaris van de Verzoekschriften, de staatssecretaris en de prefect van de Apostolische Paleizen. Deze ambten werden vervuld door kardinalen.
  - Door leken vervulde hofambten waren de grootmeester van het Apostolisch Paleis, de opperhofmaarschalk, de opperstalmeester en de hoofdpostmeester.

Rond 1480 bestond het pauselijke hof uit zo'n 200 personen: 20 leden van het College van Kardinalen, vertegenwoordigers van religieuze ordes en notabele families, de hofkapel en een groot aantal leken en dienaren.

### De kapelaans
Tot de Pauselijke Kapel behoorden onder meer de pauselijke huiskapelaans. Deze waren onderverdeeld in hen die daadwerkelijk dienstdeden en zij die deze functie alleen als eretitel voerden:
- Werkelijke, privé of geheimkapelaans (cappellani segreti) Dit waren degenen die de paus bij het opdragen van de mis assisteerden.
- Ere-geheimkapelaans (cappellani segreti d'onore) Zij assisteerden de paus alleen bij gelegenheid wanneer hij binnen Rome de mis opdroeg. Deze functie werd ingesteld door paus Clemens XII.
- Erekapelaans buiten de stad (cappellani d'onore extra urbem) Zij assisteerden de paus alleen wanneer hij buiten Rome de mis opdroeg.
- Werkelijke, privé of geheimclerici (chierici segreti)
- Gewone kapelaans (cappellani comuni) Deze functie werd ingesteld door paus Alexander VII en paus Pius X bevestigde hun recht tot het voeren van de titel monseigneur en het dragen van hun specifieke gewaad.
- Boventallige gewone kapelaans (cappellani comuni sopranumerari)

De pauselijke kapelaans mochten de titel monseigneur (monsignore) voeren en bij hun koorkledij, in plaats van de gebruikelijke schoudermantel, een paarse mantellone (een tot te voeten reikend gewaad met ruime mouwen) dragen.

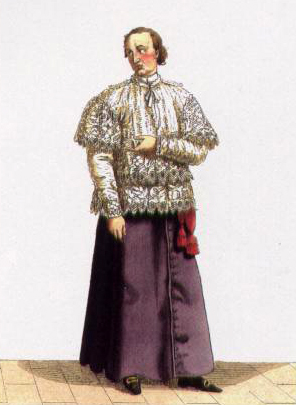
Prefect voor de Pauselijke Ceremoniën, 18e-eeuwse tekening.

### De ceremoniemeester
Al vroeg was aan het pauselijk hof een ceremoniemeester verbonden, wiens taken en rechten werden omschreven in een breve van paus Pius IV van 10 mei 1563. Toen paus Benedictus XV op 25 juni 1917 deze zaken regelde was de functie uitgegroeid tot die van een prefect aan het hoofd van een college van zo'n 12 ceremoniairi. Aan dit college was ook de pauselijke sacristie onder leiding van de pauselijke koster verbonden. Dit laatste ambt werd, na de pensionering van de Nederlandse pater Augustijn Mgr. Petrus Canisius van Lierde, in 1991 samengevoegd met de functie van de pauselijk ceremoniemeester.

### De grootmeester
In de 16e eeuw stond de pauselijke hofhouding onder leiding van de pauselijke huismeester (Italiaans: Maestro di Casa), die aan het eind van die eeuw de titel prefect van het Heilig Apostolisch Paleis (Prefetto del Sacro Palazzo Apostolico) en uiteindelijk onder paus Urbanus VIII de titel grootmeester of majordomus van de paus (Maggiordomo Pontificio) kreeg. De grootmeester was verantwoordelijk voor het samenstellen en het leiden van de pauselijke hof- en huishouding en was tevens bevoegd recht te spreken over alle leden van het pauselijk hof.
In de loop der tijd werd steeds sterker een onderscheid gemaakt tussen de functies van grootmeester en die welke hij uitoefende als prefect van het Paleis, zodat het uiteindelijk als een dubbelfunctie werd gezien. Tot de taken van de prefect behoorden onder meer het beheer van de pauselijke paleizen, musea en andere daaraan gelieerde instellingen.
Na het verlies van de Kerkelijke Staat in 1870 werden de ambten van grootmeester en prefect van het Paleis gescheiden. De taken van de laatste werden overgedragen aan een commissie van kardinalen, maar onder paus Pius X werd de kardinaal-staatssecretaris benoemd tot prefect van het Apostolisch Paleis. De grootmeester bleef verantwoordelijk voor de pauselijke hof- en huishouding en was tevens gouverneur van het conclaaf.
Protocollair gezien was de grootmeester een van de vier Prelati di Fiocchetto, die zo werden genoemd omdat zij het recht hadden de dekkleden van hun paarden te versieren met rode en violette kwasten. Dit waren:
- de vice-kamerheer, een ambt uitgeoefend door de gouverneur van Rome
- de auditeur-generaal van de Apostolische Kamer
- de thesaurier-generaal van de Apostolische Kamer
- de grootmeester van de Paus

De vice-kamerheer, de auditeur-generaal en de thesaurier-generaal maakten deel uit van de Apostolische Kamer (Latijn: Camera Apostolica), die onder leiding van de kardinaal-kamerheer of camerlengo vanaf de 12e eeuw de schatkist van het pauselijk hof beheerde, maar al snel verantwoordelijk werd voor het hele financiële beheer van de Kerkelijke Staat. Tegenwoordig is de Apostolische Kamer alleen nog tijdens een sede vacante verantwoordelijk voor de wereldlijke aangelegenheden van de kerk.

### De paleisprelaten
De grootmeester van de Paus was tevens de voornaamste van de vier zogeheten paleisprelaten (Italiaans: prelati palatini), die onder meer het recht hadden om in het Apostolisch Paleis te wonen. De vier paleisprelaten waren:
- de grootmeester van de Paus (Maggiordomo Pontificio)
- de kamerheer van de Paus (Maestro di Camera)
- de auditeur van de Paus (Uditore di Sua Santità)
- de magister van het Heilig Paleis (Maestro del Sacro Palazzo)

De kamerheer van de Paus was het feitelijk hoofd van de pauselijke huishouding en had als zodanig de leiding over de anticamera met de vier geestelijken die dienstdeden als de pauselijke privé-kamerheren en de leken die dienstdeden als erekamerheren. Voorts onderhield hij de contacten met de commandanten van de Nobelgarde, de Zwitserse Garde en de Paleisgarde en regelde alle pauselijke audiënties. Als buitengewoon apostolisch protonotaris was hij, ongeacht anciënniteit, hoofd van het college van deze prelaten.
De magister van het Heilig Paleis was een lid van de Orde der Dominicanen en had sinds de 16e eeuw als taak om in de Advents- en Vastentijd elke week een preek te houden voor de paus, de kardinalen en andere prelaten van de Curie, alsmede voor de generale oversten van de religieuze ordes en gemeenschappen in Rome.
Bij pauselijke audiënties waarbij de paus op zijn troon zat zonder gekleed te zijn in liturgische gewaden, stond de grootmeester aan de rechterkant en de Kamerheer aan de linkerkant van de paus, beiden op de tweede trede van de troon.
Eveneens verbonden aan de pauselijke troon waren de bisschop-troonassistent van Zijne Heiligheid en de prins-troonassistent van Zijne Heiligheid. Bisschop-troonassistent was een erefunctie die aan bisschoppen verleend werd, maar bij de reorganisatie van 1968 werd afgeschaft. De (ere)functie van prins-troonassistent bestaat nog steeds en wordt erfelijk vervuld door leden van de prinselijke families Colonna (sinds 1710), Orsini (tot 1958) en Torlonia (sinds 1958). Het is protocollair gezien de hoogste functie die door een leek aan het pauselijk hof vervuld kan worden.

### De Kamerheren

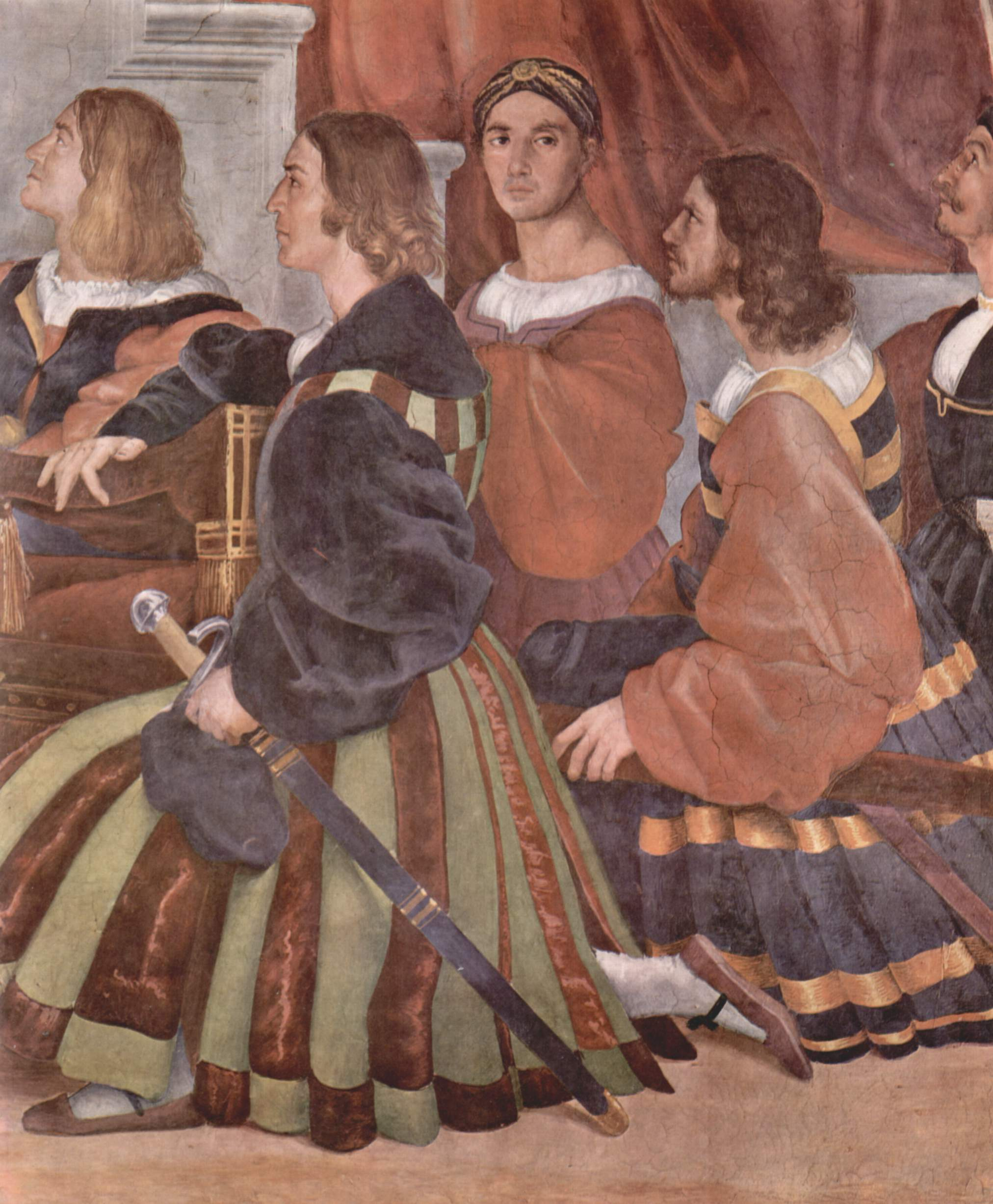
Pauselijke kamerdienaren, knielend tijdens de zogeheten Mis in Bolsena. Fresco in de Stanze di Raffaello.

Tot de Pauselijke Familie behoorden ook de pauselijk kamerheren. Deze functie gaat terug tot die van de cubicularius aan het hof van de Romeinse keizers in de 4e tot de 6e eeuw. Aan het pauselijke hof waren de kamerheren tot paus Gregorius de Grote leken, later geestelijken en monniken. Vanaf de 12e eeuw vervullen ze ook ceremoniële taken en begeleidden de paus in processies bijvoorbeeld met brandende fakkels, droegen het baldakijn boven zijn hoofd, assisteerden bij de voetwassing op Witte Donderdag, bij bisschopswijdingen en in het bijzonder ook bij de pauskroning.

#### Geestelijke kamerheren
Onder paus Gregorius IX waren er nog twee, in het hofreglement van paus Alexander V is al sprake van drie verschillende klassen van kamerheren (Latijn: Cubicularii, Italiaans: Camerieri). Vanaf de 15e eeuw zijn er dan de volgende vier klassen voor de geestelijke kamerheren:
- werkelijke geheimkamerheren (Camerieri Segreti Partecipanti)
- boventallige geheimkamerheren (Camerieri Segreti Sopranumerari)
- erekamerheren (Camerieri d'Onore)
- erekamerheren buiten Rome (Camerieri d'Onore Extra Urbem)

Bovengenoemde functies gaven het recht op het voeren van de titel monseigneur en vervielen bij het overlijden van de paus door wie men als zodanig benoemd was.
Bij de reorganisatie van de pauselijke hofhouding in 1968 werden de werkelijke geheimkamerheren vervangen door twee Prelati di Anticamera en de erefuncties van boventallig geheimkamerheer en erekamerheer door de erefunctie (ere)kapelaan van Zijne Heiligheid (Cappellano di Sua Santità).

#### Lekenkamerheren

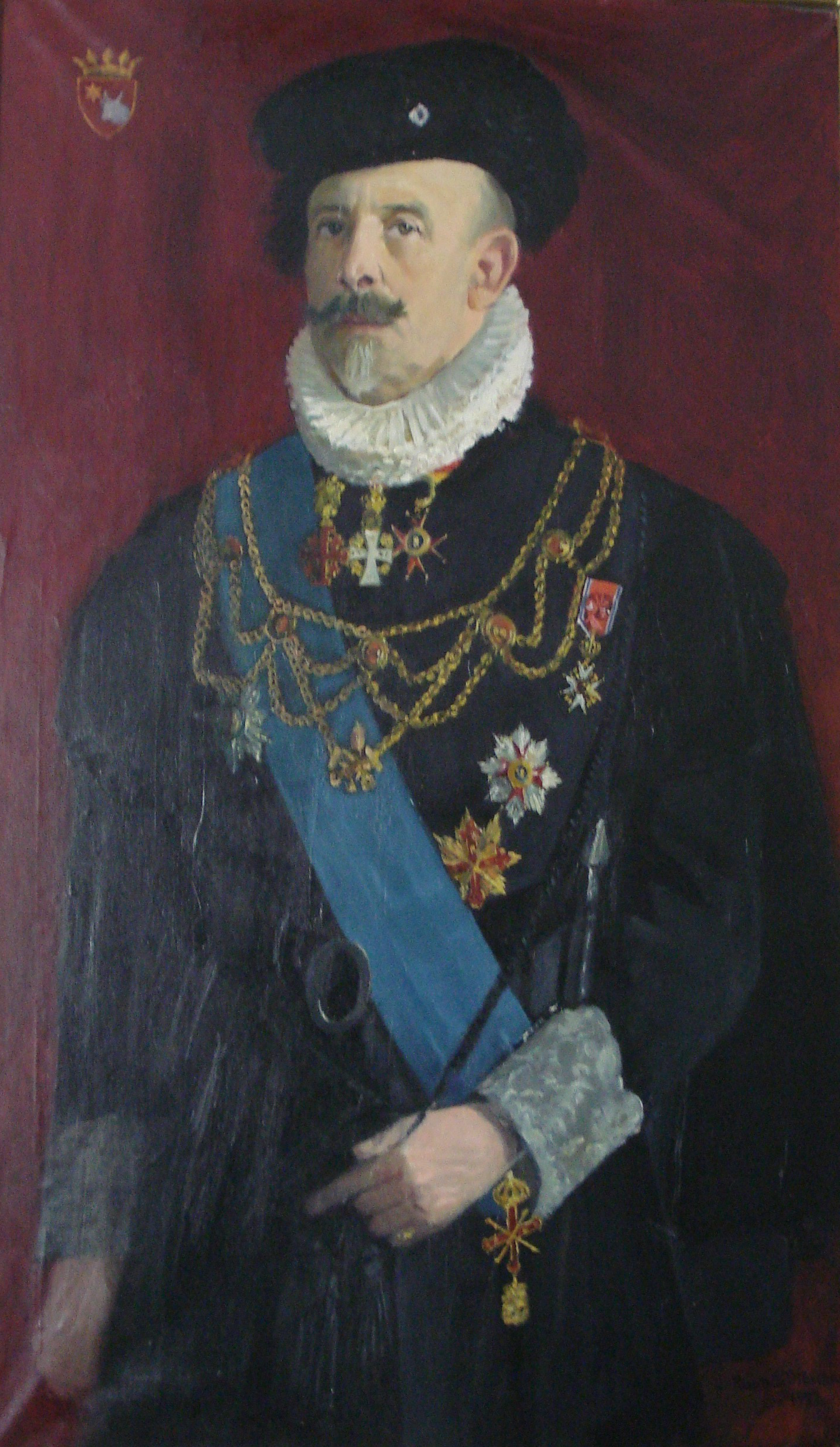
Graaf in de pauselijke adelstand en geheim kamerheer Christopher de Paus

De lekenkamerheren werden, refererend aan de onderdelen van hun ceremoniële uniform, aangeduid als geheim kamerheer met Kap en Degen van Zijne Heiligheid. Er waren de volgende drie klassen voor lekenkamerheren:
- werkelijke geheimkamerheren met Kap en Degen (Camerieri Segreti di Spada e Cappa)
- boventallige geheimkamerheren met Kap en Degen (Camerieri Segreti di Spada e Cappa Sopranumerari)
- erekamerheren met Kap en Degen (Camerieri d'Onore di Spada e Cappa)

Tot geheimkamerheer met Kap en Degen konden niet alleen leden van de pauselijke adel, maar ook leden van buitenlandse adel benoemd worden en tot erekamerheer met Kap en Degen zelfs leken van burgerlijke afkomst. Deze functies golden als hoogst mogelijke eer voor katholieke leken. De laatste Nederlander die deze eer ten deel viel was de vroegere burgemeester van Maastricht, Willem baron Michiels van Kessenich (1902-1992).
De drie klassen van lekenkamerheren werden bij de reorganisatie van de pauselijke hofhouding in 1968 vervangen door één erefunctie, namelijk die van de Kamerheren van Zijne Heiligheid (Gentiluomine di Sua Santità).

### De erfelijke hofambten
De volgende erfelijke hofambten zijn eveneens in 1968 afgeschaft, maar de titels worden nog wel gevoerd door de betreffende families:
- grootmeester van het Heilig Hospice (Gran Maestro del Sacro Ospizio), titel sinds 1808 gevoerd door de prinsen Ruspoli.
- maarschalk van het Heilige Roomse Kerk en het Conclaaf (Maresciallo di Santa Romana Chiesa), titel sinds 1712 gevoerd door de prinsen Chigi.
- opperhofmeester van de H. Apostolische Paleizen (Foriere Maggiore dei Sacri Palazzi Apostolici), titel gevoerd door de markiezen Sacchetti.
- opperstalmeester van Z.H. (Cavallerizzo Maggiore di Sua Santità), titel gevoerd door de markiezen Serlupi Crescenzi.
- hoofdpostmeester (Soprintendente Generale delle Poste), titel gevoerd door de prinsen Massimo.
- vlagdrager van de H. Roomse Kerk (Vessilifero Ereditario di Santa Romana Chiesa)

### Overige hoffuncties

Edelman van de pauselijke Nobelgarde, 19e eeuw

Naast de paleisprelaten waren er aan het pauselijk hof nog een hele reeks hoge geestelijken en zowel geestelijke als wereldlijke kamerheren verbonden, beide functies weer verdeeld in degenen die daadwerkelijk en degenen die in buitengewone dienst waren. Ten slotte waren er nog de diverse rangen van de verschillende pauselijke gardekorpsen:
- de Nobelgarde (Italiaans: Guardia Nobile)
- de Zwitserse Garde (Guardia Svizzera Pontificia)
- de Paleisgarde of Eregarde (Guardia d'Onore)
- de Pauselijke Gendarmerie (Gendarmeria Pontificia)

Voor zover deze ambten werden uitgeoefend door leken, waren zij voorbehouden aan leden van de pauselijke adel.

## De Pauselijke Huishouding sinds 1968
De pauselijke hofhouding werd door paus Paulus VI bij het motu proprio Pontificalis Domus van 28 maart 1968 grondig gemoderniseerd en daarbij sterk versoberd. In 1970 reorganiseerde hij vervolgens het Bureau voor Pauselijke Ceremoniën en hief de Nobelgarde, de Paleisgarde en de Pauselijke Gendarmerie op en bepaalde dat de Zwitserse Garde voortaan het enige bewapende pauselijke legerkorps zou zijn.
De hervormingen hebben bij de zwarte adel, de edelen die trouw aan de paus waren gebleven veel verontwaardiging gewekt. Zij verloren behalve hun eervolle ambten ook privileges zoals diplomatieke paspoorten, belastingvrije auto's met eigen Vaticaanse kentekens, belastingvoordelen als niet-ingezetenen van Italië en goedkope benzine in het Vaticaans tankstation. Een aantal edelen koos onder aanvoering van de zeer conservatieve Prinses Elvina Pallavicini de zijde van de "tegenpaus" de geëxcommuniceerde Franse aartsbisschop Marcel Lefebvre.
Sinds deze reorganisatie spreekt men niet meer van de pauselijke hofhouding, maar van de pauselijke huishouding of het Pauselijk Huis (Latijn: Domus Pontificalis). Net als de vroegere pauselijke hofhouding, is ook het pauselijk huis verdeeld in een de Pauselijke Kapel en de Pauselijke Familie, zij het beide onderdelen in sterk afgeslankte vorm.
Net als bij de meeste monarchieën is de Pauselijke Huishouding nog slechts een kleine functionele organisatie, bestaande uit:
- De pauselijke privé-secretaris en één of meer assistent-secretarissen.
- De Prefectuur voor de Pauselijke Huishouding. Deze staat onder leiding van een prefect die verantwoordelijk is voor de praktische zaken van de pauselijke huishouding. Voorts heeft de Prefectuur het beheer over het Apostolisch Paleis, regelt de pauselijke reizen, de niet-liturgische pauselijke ceremoniën en alle pauselijke audiënties. Tot de Prefectuur van de Pauselijke Huishouding behoren ook de pauselijk kamerdienaar, de Predikant van het Pauselijk Huis, de pauselijke biechtvader, de pauselijke lijfarts, de pauselijke fotograaf en enkele zusters voor de dagelijkse huishoudelijke werkzaamheden.
- Het Bureau voor Pauselijke Liefdadigheid
- Het Bureau voor de Liturgische Vieringen van de Paus dat verantwoordelijk is voor alle liturgische vieringen van de paus. Dit bureau staat onder leiding van een prefect, die daarmee tevens de pauselijke ceremoniemeester is.
- De Sixtijnse Kapel (het zangkoor, niet de kapel)
- De Zwitserse Garde

Ten slotte zijn er nog de kamerheren van Zijne Heiligheid (Italiaans: Gentiluomine di Sua Santità), die bij toerbeurt assisteren bij plechtige ceremoniën. Dit is een erefunctie die verleend wordt aan vooral Italiaanse edelen en notabelen.
Oorspronkelijk behoorde de pauselijke hof- en huishouding tot de Romeinse Curie, maar paus Johannes Paulus II noemde de onderdelen van de pauselijke huishouding in zijn apostolische constitutie Pastor Bonus van 28 juni 1988 nog slechts als bijzondere instellingen van de Curie.
De leden van de pauselijke huishouding hebben ambtshalve ook de Vaticaanse nationaliteit.

## Pauselijke residenties

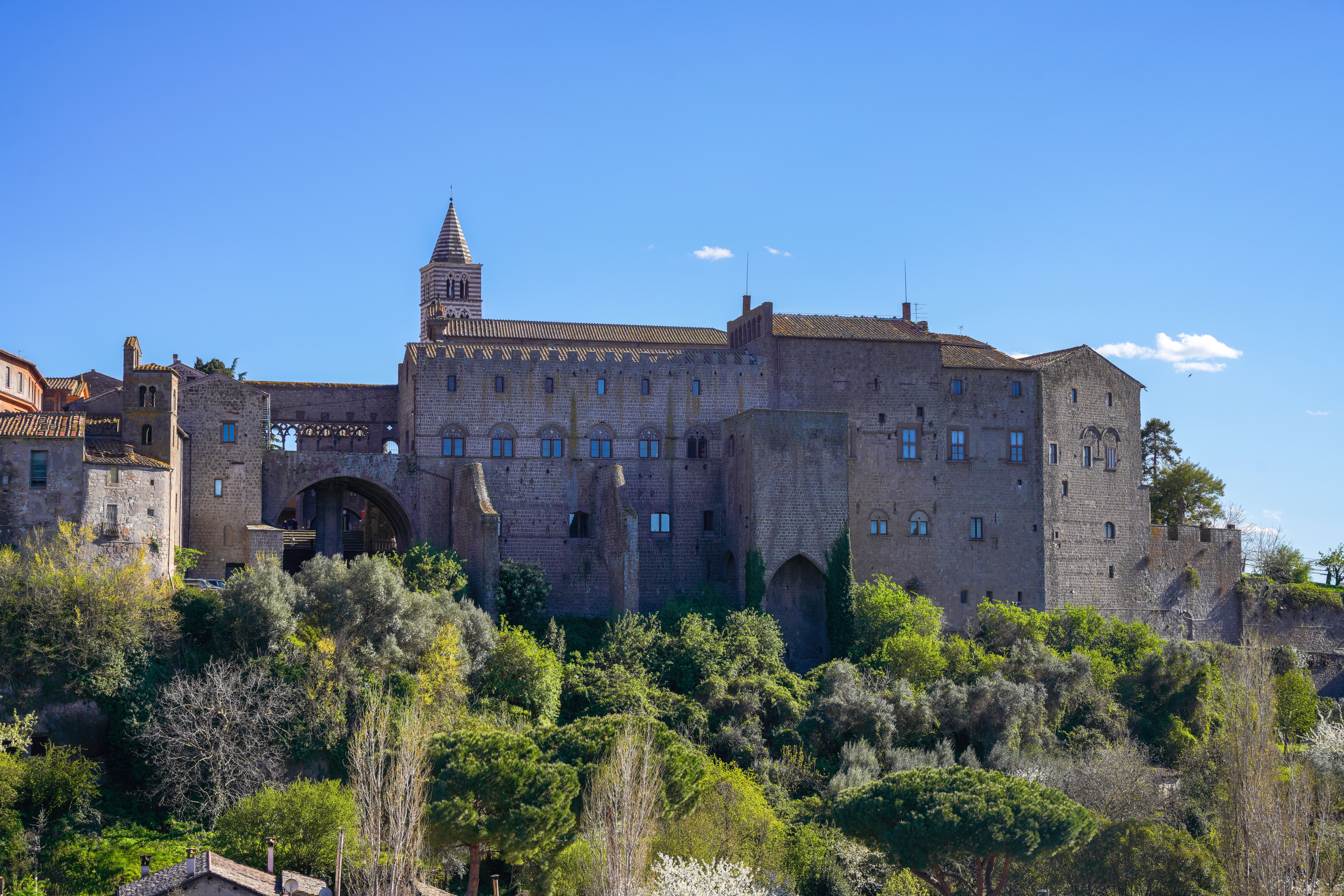
Het pauselijke paleis (Palazzo dei Papi) in Viterbo, residentie van de pausen van 1257-1281

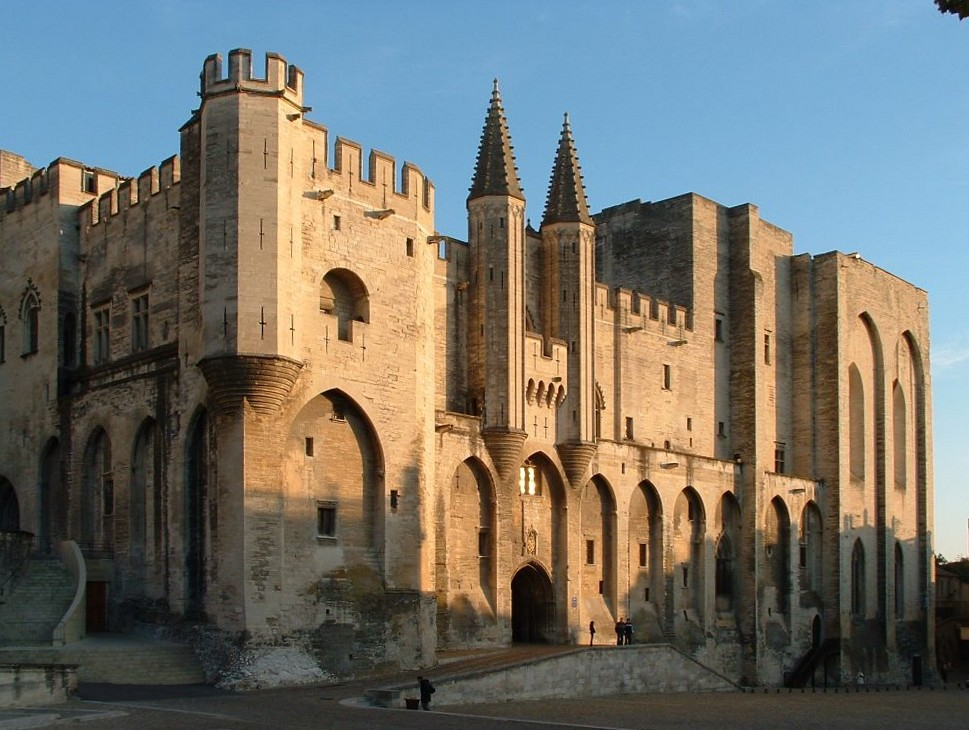
Het nieuwe deel (Palais Neuf) van het pauselijk paleis in Avignon, residentie van de pausen van 1309-1377

Als bisschop van Rome woonde de paus al sinds het begin van de 4e eeuw in een voormalig Romeins paleis naast de kathedraal van de stad, de Sint-Jan van Lateranen. Dit Lateraanse paleis bleef eeuwenlang de pauselijke residentie en zodoende sprak men in die tijd van "Lateranen" zoals men tegenwoordig van "Het Vaticaan" spreekt.
Vanaf de 11e eeuw bedreven de pausen nadrukkelijk een politiek gebaseerd op hun persoonlijke aanwezigheid in de Kerkelijke Staat. Samen met zijn hof reisde de paus in die tijd van paleis naar paleis, geheel vergelijkbaar met het ambulant koningschap van de wereldlijke vorsten.
Op deze reizen verbleef de paus in meerdere steden, die hem en zijn hofhouding huisvestten in het lokale bisschoppelijke paleis. Buiten Rome werden alleen in Orvieto en Viterbo (en in Frankrijk in Avignon) aparte pauselijke paleizen gebouwd.
Gedurende de 12e en 13e eeuw verbleven diverse pausen kortere of langere tijd in Orvieto en van 1257-1281 resideerden 9 pausen gedurende 24 jaar onafgebroken in het pauselijk paleis in Viterbo. Als laatste trok paus Clemens VII zich na de Plundering van Rome in 1527 enige tijd terug in Orvieto.
Ondertussen waren de pausen van 1309-1377 in ballingschap naar Avignon gegaan, waar een groot pauselijk kasteel werd gebouwd. Na de terugkeer in Rome in 1378 vestigde de paus zich in het middeleeuwse paleis naast de Sint-Pietersbasiliek. Sindsdien bleef het Vaticaan tot op de dag van vandaag de residentie van de paus.
De pausen verbleven, behalve in het Vaticaan, ook in het door paus Gregorius XIII in 1583 gebouwde Quirinaal, dat als zomerresidentie dienstdeed. Dit paleis ging in 1870 verloren en werd door de Italiaanse koningen en sinds 1946 door de President van Italië in gebruik genomen. Sinds 1929 is het pauselijk zomerverblijf in Castel Gandolfo.

## De heraldiek van het pauselijk hof
Aan het traditiebewuste hof werden tal van heraldische versierselen verbonden aan functies of afstamming van de Pausen en hun broers en zusters, de zogenaamde nepoten. Hierover werd Bul Urbem Romam gepubliceerd. De afstammelingen zijn van hoge Pauselijke adel en zij voeren de sleutels van de Heilige Petrus en een baldakijn in hun wapenschild, maar beslist niet daarboven. Voorbeelden van dergelijke privileges zijn de markiezen met de baldakijn.
Behalve deze wereldlijke heraldiek is er ook een uitgebreide kerkelijke heraldiek.
Ook de Pauselijke ridderorden en onderscheidingen spelen aan het pauselijk hof, en ook in de heraldiek, een rol.